# Joanis Pitas
Joanis Pitas, gr. Ιωάννης Πίττας (ur. 10 lipca 1996 w Limassolu) – cypryjski piłkarz, występujący na pozycji napastnika w klubie CSKA Sofia oraz w reprezentacji Cypru.

## Sukcesy

### Klubowe
Z Apollonem Limassol:
- Protathlima A’ Kategorias 2021/2022
- Puchar Cypru: 2015/2016, 2016/2017
- Superpuchar Cypru: 2016, 2017, 2018

### Indywidualne
- Król strzelców Protathlima A’ Kategorias 2022/2023